# グレブ・パンフィーロフ
グレブ・アナトリエヴィチ・パンフィーロフ（Глеб Анатольевич Панфилов, 1934年5月21日 - 2023年8月26日）は、ロシアの映画監督、脚本家。

## 略歴
全ソ国立映画大学を卒業。1983年、映画『ワッサ』が第13回モスクワ国際映画祭で最高賞の金賞を受賞。1987年には、映画 «Тема» が第37回ベルリン国際映画祭で最高賞の金熊賞のほか、独立賞のFIPRESCI賞やC.I.D.A.L.C.賞など複数の賞を受賞した。妻は女優のインナ・チュリコワ。

## フィルモグラフィ
- Тема （1979年、監督・脚本、金熊賞受賞）
- 『ワッサ』 - Васса （1983年、監督・脚本）
- 『戦火のナージャ』 - Утомлённые со́лнцем 2: Предстояние （2010年、脚本）
- 『遥かなる勝利へ』 - Утомлённые со́лнцем 2: Цитадель （2011年、脚本）